# Wiedervereinigung?
Wiedervereinigung? (Originaltitel: Unification I und Unification II) ist eine Doppelfolge der US-amerikanischen Science-Fiction-Fernsehserie Raumschiff Enterprise – Das nächste Jahrhundert. Es handelt sich um die siebente und achte Folge der fünften Staffel. Sie wurde in den Vereinigten Staaten über Syndication vermarktet und erstmals am 4. und 11. November 1991 auf verschiedenen Fernsehsendern ausgestrahlt. In Deutschland war sie zum ersten Mal am 7. und 8. April 1994 in einer synchronisierten Fassung auf Sat.1 zu sehen.

## Handlung

### Teil I
Im Jahr 2368 bei Sternzeit 45233.1 wird die Enterprise außerplanmäßig nach Sternenbasis 234 beordert, wo Admiral Brackett Captain Picard besorgniserregende Neuigkeiten mitteilt: Einer der bedeutendsten Botschafter der Föderation, der Vulkanier Spock, ist vor drei Wochen verschwunden. Vor zwei Tagen konnte ihn der Geheimdienst auf Romulus, dem Heimatplaneten der verfeindeten Romulaner, aufspüren. Da diese Reise nicht genehmigt war, ist man besorgt, dass Spock ein Überläufer sein könnte. Picard wird beauftragt, der Sache nachzugehen. Er lässt Kurs auf Spocks Heimatplaneten Vulkan setzen. Dort hofft er, von dessen Vater Sarek einige Antworten zu bekommen. Picard hat eine enge Verbindung zu Sarek, seit er vor gut einem Jahr mit ihm eine Gedankenverschmelzung vollzogen hatte. Jetzt aber liegt Sarek im Sterben und sein Geist ist größtenteils verwirrt. In einem letzten Moment der Klarheit gelingt es ihm allerdings noch, mit Picard ein Gespräch über seinen Sohn zu führen. Sarek und Spock hatten stets ein distanziertes Verhältnis, das sich noch weiter verschlechterte, als Spock eine Einschätzung Sareks öffentlich kritisierte. Dennoch ist Sarek überzeugt, dass Spock niemals ein Verräter sein könne. Er erinnert sich, dass Spock vor vielen Jahren einen romulanischen Senator namens Pardek getroffen hatte und möglicherweise auf dessen Einladung nach Romulus gereist ist. In seinem letzten bewussten Moment gesteht Sarek Picard, dass er seinen Sohn trotz aller Differenzen liebt, und bittet ihn, ihm diese Nachricht zu überbringen.
Während des Besuchs auf Vulkan werden einige Wrackteile auf die Enterprise gebracht. Sie wurden aus einem verunglückten Ferengi-Frachter geborgen und als vulkanisch identifiziert. Da ein Zusammenhang mit Spocks Verschwinden vermutet wird, sollen sie genauer untersucht werden.
Um unentdeckt nach Romulus reisen zu können, benötigt Picard ein Schiff mit einer Tarnvorrichtung. Er hofft, ein solches von den verbündeten Klingonen zu erhalten. Da die Enterprise im kürzlich beendeten klingonischen Bürgerkrieg eine wichtige Rolle gespielt hat, glaubt Picard, dass ihm der neue Kanzler Gowron diesen Gefallen gerne gewähren wird. Der hält ihn jedoch hin, da er inzwischen die klingonische Geschichte zu seinen eigenen Gunsten umgeschrieben und die Rolle der Enterprise marginalisiert hat. Erst als Picard freundlich, aber bestimmt darauf hinweist, dass man sich auch an einen von Gowrons Rivalen wenden könnte und diesem dann die Dankbarkeit der Föderation gelten würde, gewährt ihm der Kanzler schließlich ein Schiff. Gemeinsam mit seinem zweiten Offizier Data macht sich Picard mit den Klingonen auf die Reise.
Mittlerweile konnten die Wrackteile dem vulkanischen Transportschiff T’Pau zugeordnet werden, dass eigentlich schon vor Jahren ausgemustert wurde und sich in einem Überschussdepot auf Qualor II befinden sollte. Will Riker, der erste Offizier der Enterprise, beschließt, diesem Depot einen Besuch abzustatten. Dessen Leiter Klim Dokachin zeigt sich zunächst hochnäsig und wenig hilfsbereit, gewährt dann aber doch Einblick in seine Aufzeichnungen. Demnach wurden Teile der T’Pau ausgebaut und auf ein anderes ausgemustertes Schiff, die USS Tripoli, ganz am Rand des Depots verbracht. Dokachin ist völlig fassungslos, als er feststellt, dass sowohl die T’Pau als auch die Tripoli vollständig verschwunden sind. Da in Kürze ein weiterer Materialtransport ansteht, bringt Riker die Enterprise in Lauerstellung. Schließlich taucht ein fremdes Schiff auf, das die Position der Tripoli einnimmt. Riker will es durch Phaserbeschuss außer Gefecht setzen, doch da das Schiff große Mengen an Waffen geladen hat, explodiert es.
Auf dem getarnten klingonischen Schiff erreicht Picard die Nachricht, dass Sarek gestorben ist. Picard und Data bereiten sich auf ihre Mission vor und verkleiden sich als Romulaner. Als das Schiff Romulus erreicht, beamen sie in die Hauptstadt, wo sie Pardek aufsuchen wollen, dessen Kontakt zu Spock durch Fotovergleiche inzwischen bestätigt wurde. Pardek wird in der Zwischenzeit von Prokonsul Neral darüber informiert, dass Picards Reise nach Romulus bekannt geworden ist. Neral erteilt ihm den Auftrag, nach ihm zu suchen. Picard und Data wollen Pardek in dessen Büro aufsuchen, treffen ihn dort aber nicht an. Während sie auf ihn warten, werden sie von zwei Männern in Uniform entdeckt und abgeführt. Sie werden in eine unterirdische Höhle gebracht, wo Pardek auf sie wartet. Er kann sie jedoch beruhigen und erklärt, sie seien hier unter Freunden und er wollte sie nur vor den eigentlichen romulanischen Sicherheitskräften verstecken. Picard offenbart Pardek, dass er auf der Suche nach Spock ist. In diesem Moment tritt ein Mann aus dem Dunkel und entgegnet Picard, er habe ihn gefunden.

### Teil II
Spock bittet Picard, Romulus wieder zu verlassen, doch da er im Auftrag der Föderation gekommen ist, ist ihm das ohne Spock nicht möglich. Spock sieht sich daher gezwungen, seine Anwesenheit zu erklären. Die Romulaner hatten sich vor etwa 2000 Jahren von den Vulkaniern abgespalten und ein eigenes Imperium errichtet. Obwohl sie sich als Feinde der Föderation und der Vulkanier betrachten, gibt es doch Mitglieder in ihrer Gesellschaft, die eine Wiedervereinigung mit ihrer alten Heimat anstreben. Zu diesen Leuten gehört Pardek. Er hat Spock eingeladen, da er große Hoffnungen auf den jungen Prokonsul Neral setzt. Dieser hat Reformen versprochen, durch die eine Wiedervereinigung schon sehr bald in greifbare Nähe rücken könnte. Aus persönlichen Gründen hat sich Spock entschieden, diese Neuigkeiten zunächst geheim zu halten und eigenmächtig zu handeln, denn vor 75 Jahren hatte er seinen engen Freund James T. Kirk und dessen Mannschaft in große Gefahr gebracht, als er sie in seine Pläne für Friedensverhandlungen mit den Klingonen einbezog.
Pardek arrangiert ein Treffen zwischen Neral und Spock und zu Spocks Erstaunen zeigt sich der Prokonsul in der Frage der Wiedervereinigung sehr viel engagierter und optimistischer, als er je zu hoffen gewagt hatte. Er will sich sogar öffentlich zu diesem Projekt bekennen. Spock sieht darin keine Logik, denn als junger Politiker ist Neral noch sehr stark auf die Unterstützung der älteren, konservativen Mitglieder des Senats angewiesen. Spock und Picard misstrauen ihm, denn sie glauben, dass Neral einen eigenen Plan verfolgt. Spock gibt zunächst vor, so weiterzumachen wie bisher, um mehr über Nerals Absichten zu erfahren. Sein Misstrauen ist berechtigt, denn heimlich konspiriert Neral mit der halb-romulanischen, halb-menschlichen Offizierin Commander Sela, die zuvor schon in den klingonischen Bürgerkrieg eingegriffen hatte, um einen Keil zwischen die Klingonen und die Föderation zu treiben.
Will Riker besucht unterdessen eine Bar auf Qualor II, wo die Ex-Frau des Captains des zerstörten Schmugglerschiffs als Pianistin arbeitet. Von ihr erfährt er, dass ihr Mann für einen Ferengi-Waffenhändler namens Omag gearbeitet hat, der hier regelmäßig vorbeikommt. Als Omag nach einer Weile schließlich auftaucht, setzen ihn Riker und seine Leute so lange unter Druck, bis er gesteht, dass er die Einzelteile der T’Pau an einen barolianischen Frachter im Orbit des Planeten Galorndon Core geliefert hat.
Auf dem getarnten klingonischen Schiff versuchen Data und Spock Zugriff auf das romulanische Kommunikationsnetzwerk zu erlangen, um heimlich eine Nachricht zur Enterprise zu senden. Dabei entdecken sie eher zufällig eine Übertragung nach Galorndon Core, die die Signatur des romulanischen Geheimdienstes aufweist. Als Riker Picard über den Verbleib der T’Pau informiert, ist es für Spock eindeutig, dass Neral ihn betrogen hat. Dennoch trifft er sich erneut auf Romulus in der Höhle mit den Anhängern der Wiedervereinigung. Diese wird schließlich von Soldaten unter dem Kommando von Sela gestürmt. Spock ist klar, dass auch Pardek ein Verräter ist, denn er hatte ihn überhaupt erst nach Romulus gelockt, er hatte den Kontakt zu Neral hergestellt und nur er wusste, dass Picard und Data seiner Bewegung neue Informationen überbringen wollten. Spock, Picard und Data werden verhaftet. Sela versichert Spock, dass die Wiedervereinigung stattfinden wird – nur nicht ganz so, wie von ihm erhofft, sondern durch eine romulanische Invasion.
Sela legt ihren Plan dar: Spock soll eine öffentliche Ansprache bezüglich der Wiedervereinigung halten und scheinbar mit der T’Pau und zwei weiteren Schiffen nach Vulkan fliegen. In Wahrheit befindet sich an Bord jedoch eine romulanische Invasionsstreitmacht, die den Planeten in kürzester Zeit übernehmen soll und somit Tatsachen schafft, bevor die Föderation überhaupt reagieren kann. Spock weigert sich, eine entsprechende Erklärung zu verlesen. Daraufhin führt Sela ihm ein holografisches Abbild von ihm vor, dass zwar etwas hölzern wirkt, aber von dem sie glaubt, dass es als Ersatz genügen wird. Sela lässt Spock, Picard und Data für eine Weile allein. Da sie immer noch die Zugangscodes für das romulanische Informationsnetzwerk besitzen, glaubt Spock zu wissen, wie die Invasion noch verhindert werden kann. Als Sela zurückkehrt, findet sie den Raum leer vor. Sie und ihre Wachen werden von Riker und einem Sicherheitstrupp überrascht, doch die entpuppen sich schnell als Hologramme. Spock, Picard und Data haben sich hinter einer holografischen Wand versteckt, aus der sie nun hervortreten. Sie überwältigen Sela und ihre Wachen und fliehen aus dem Gebäude.
Die Enterprise hat Galorndon Core erreicht, Dort erhält sie eine (gefälschte) Mitteilung von Picard, dass alles nach Plan verläuft und dass sie die drei vulkanischen Schiffe unbehelligt passieren lassen soll. Trotz des eindeutigen Befehls lässt Riker die Schiffe verfolgen. Nach einer Weile erhält die Enterprise einen medizinischen Notruf, von dem sich Riker aber sicher ist, dass er von den Romulanern gefälscht wurde. Kurz darauf wird eine Mitteilung von Spock übertragen. Es handelt sich jedoch nicht um die von Sela vorfabrizierte Rede des Hologramms, sondern um eine Warnung des echten Spock vor der Invasion. Hastig unterbrechen die Romulaner die Übertragung. Da ihr Plan aufgeflogen ist, kehren die Invasoren mit den drei vulkanischen Schiffen um, doch plötzlich enttarnt sich ein romulanisches Kriegsschiff und vernichtet die drei Schiffe mitsamt ihren Besatzungen. Riker mutmaßt, dass die Romulaner dieses radikale Vorgehen einer möglichen Gefangennahme der Invasoren vorziehen.
Trotz dieses Rückschlags beschließt Spock, auf Romulus zu bleiben. Die Wiedervereinigungs-Bewegung ist weiterhin aktiv. Sie hat Versammlungsplätze, von denen Pardek nichts wusste, und Spock will sie weiterhin unterstützen, denn er glaubt nun, dass der wahre Weg zur Wiedervereinigung in einer Veränderung der romulanischen Gesellschaft von innen heraus liegt – auch wenn dies Jahrhunderte dauern sollte. Zum Abschied bietet Picard Spock eine Gedankenverschmelzung an. Spock erhält dadurch die Möglichkeit, sich mit dem Abbild von Sareks Geist zu verbinden, das Picard in sich trägt. Schließlich kehren Picard und Data auf dem klingonischen Schiff in den Föderationsraum zurück.

## Verbindungen zu anderen Star-Trek-Produktionen
Die Handlung von Wiedervereinigung? baut auf mehreren früheren Folgen der Serie auf:
- Es wird Bezug genommen auf das erste Treffen von Picard und Sarek in Folge 3.23 (Botschafter Sarek) von Raumschiff Enterprise – Das nächste Jahrhundert. Zudem wird die Entfremdung zwischen Spock und Sarek ausführlich diskutiert, die bereits in der Folge Reise nach Babel der Originalserie Raumschiff Enterprise etabliert worden war.
- Die Doppelfolge bildet den Abschluss des Handlungsbogens um die Halb-Romulanerin Sela, die in Folge 4.24 (Verräterische Signale) eingeführt worden war und danach in der Doppelfolge 4.26/5.01 (Der Kampf um das klingonische Reich) eine wichtige Rolle spielte.
- Die Ereignisse des klingonischen Bürgerkriegs aus Der Kampf um das klingonische Reich werden hier ausführlich erwähnt.
- Der Planet Galorndon Core war bereits in Folge 3.07 (Auf schmalem Grat) ein wichtiger Handlungsort.
- Das vulkanische Transportschiff T’Pau ist nach der gleichnamigen Hohepriesterin benannt, die einen Auftritt in der Folge Weltraumfieber der Originalserie Raumschiff Enterprise hatte.

Einige Elemente aus dieser Folge wurden in späteren Star-Trek-Produktionen wieder aufgegriffen:
- Spock erwähnt hier seine Rolle bei den Friedensverhandlungen zwischen der Föderation und den Klingonen. Diese Geschichte wird ausführlich im Spielfilm Star Trek VI: Das unentdeckte Land erzählt, der parallel zu Wiedervereinigung? produziert wurde und einen Monat nach der Erstausstrahlung der Doppelfolge seine Kinopremiere hatte.
- Spocks fortgesetzter Aufenthalt auf Romulus wird noch in zwei weiteren Folgen von Raumschiff Enterprise – Das nächste Jahrhundert erwähnt.
- In Folge 4.09 (Kir’Shara) von Star Trek: Enterprise aus dem Jahr 2004 wird enthüllt, dass die Romulaner bereits im 22. Jahrhundert Pläne für eine Übernahme von Vulkan verfolgen.
- In Folge 3.07 (Wiedervereinigung Teil III) von Star Trek: Discovery aus dem Jahr 2020, die im 32. Jahrhundert spielt, wird offenbart, dass Spocks Bemühungen um eine Wiedervereinigung der Vulkanier und Romulaner letztlich von Erfolg gekrönt waren, wenn auch erst Jahrzehnte nach seinem Tod.
- In dieser Folge ist erstmals eine klingonische Oper zu hören. Dieser Musikstil wird später in mehreren Folgen verschiedener Star-Trek-Serien wieder aufgegriffen.
- Der Planet Qualor II ist in Folge 2.03 (Begegnung mit der Befangenheit) von Star Trek: Lower Decks aus dem Jahr 2021 ebenfalls ein wichtiger Handlungsort.
- Einige Dialogzeilen des mittlerweile verstorbenen Leonard Nimoy aus dieser Doppelfolge wurden 2022 in Folge 1.06 (Kobayashi) von Star Trek: Prodigy wiederverwendet, um sie einer holografischen Nachbildung von Spock in den Mund zu legen.

## Produktion
Beiden Folgen ist eine Widmung für Star-Trek-Schöpfer Gene Roddenberry vorangestellt, der wenige Wochen vor der Erstausstrahlung verstorben war.

### Drehbuch
Die Idee für eine Crossover-Folge, bei der Spock, eine der Hauptfiguren der Originalserie Raumschiff Enterprise, einen Auftritt in der neuen Serie Raumschiff Enterprise – Das nächste Jahrhundert haben sollte, kam bereits während der Produktion der zweiten Staffel auf. Tracy Tormé hätte hierfür das Drehbuch schreiben sollen. Diese Pläne wurden allerdings durch den Autorenstreik von 1988 zunichtegemacht. Da 1991 das 25-jährige Jubiläum von Star Trek anstand, brachte der damalige Vorsitzende von Paramount Pictures, Frank Mancuso, Sr., die Idee erneut ins Spiel. Produzent Rick Berman traf sich daraufhin mit Spock-Darsteller Leonard Nimoy, der sich für einen Auftritt in Raumschiff Enterprise – Das nächste Jahrhundert offen zeigte.
Zum Zeitpunkt von Nimoys Verpflichtung stand noch nicht fest, worum es in der Folge gehen sollte. Die ersten Ideen wurden von Nimoy abgelehnt. Erst im gemeinsamen Gespräch mit ihm kamen die Drehbuchautoren Rick Berman und Michael Piller auf die Idee einer Wiedervereinigung der Vulkanier und der Romulaner. Hierdurch wurde eine Aufgabe erfunden, der Spock sich in den Jahrzehnten zwischen Star Trek VI: Das unentdeckte Land und Raumschiff Enterprise – Das nächste Jahrhundert hatte widmen können. Nimoy mochte vor allem die pazifistische Untergrundbewegung auf Romulus, die eine Parallele zur Vergangenheit des Planeten Vulkan darstellte.
Ebenso wie Star Trek VI: Das unentdeckte Land ist auch Wiedervereinigung? von den zeitgenössischen Umbrüchen in der realen Welt inspiriert. Während der Spielfilm sich sehr stark auf den Zusammenbruch der Sowjetunion bezieht, ist die Doppelfolge eher von der Deutschen Wiedervereinigung inspiriert.
Die Geschichte zu dieser Doppelfolge wurde von Rick Berman und Michael Piller geschrieben. Piller erstellte auch die Drehbuchfassung des ersten Teils. Aus Zeitgründen überließ er den zweiten Teil Jeri Taylor. Ronald D. Moore, der ein großer Fan der Originalserie war, gab Piller und Taylor zahlreiche Ratschläge bezüglich der Vulkanier im Allgemeinen sowie Spock und Sarek im Besonderen.
Der Titel Unification hat laut Michael Piller eine doppelte Bedeutung: Zum einen bezieht er sich auf die Handlung der Folge, zum anderen auf das Zusammentreffen der Originalserie mit der neuen Serie Raumschiff Enterprise – Das nächste Jahrhundert.

### Regie
Die Regie des ersten Teils übernahm Les Landau. Leonard Nimoy äußerte den Wunsch, dass sein Sohn Adam den zweiten Teil inszenieren soll, doch diese Aufgabe fiel schließlich Cliff Bole zu.

### Darsteller
Denise Crosby hat hier ihren letzten von vier Auftritten als Commander Sela. Sie hatte in der ersten Staffel von Raumschiff Enterprise – Das nächste Jahrhundert die Sicherheitschefin Tasha Yar gespielt. In dieser Rolle war sie noch einmal in der finalen Doppelfolge 7.25/26 (Gestern, heute, morgen) zu sehen.
Nach einem Cameo-Auftritt von DeForest Kelley als Dr. McCoy im Pilotfilm Der Mächtige / Mission Farpoint nimmt hier mit Spock-Darsteller Leonard Nimoy zum zweiten Mal ein Hauptdarsteller aus der Originalserie Raumschiff Enterprise seine damalige Rolle in der Nachfolgeserie Raumschiff Enterprise – Das nächste Jahrhundert wieder auf. Später trat noch James Doohan als Montgomery Scott in Folge 6.04 (Besuch von der alten Enterprise) auf.
Mark Lenard hat hier seinen zweiten und letzten Auftritt als Botschafter Sarek in der Serie Raumschiff Enterprise – Das nächste Jahrhundert. Lenard hatte die Rolle zuvor bereits in je einer Folge von Raumschiff Enterprise und Die Enterprise sowie in drei Spielfilmen gespielt. Kurz nach der Erstausstrahlung von Wiedervereinigung? war er im Spielfilm Star Trek IV: Das unentdeckte Land noch ein letztes Mal als Botschafter Sarek zu sehen. Lenard hatte zuvor außerdem den romulanischen Kommandanten in der Raumschiff-Enterprise-Folge Spock unter Verdacht und den klingonischen Captain in Star Trek: Der Film gespielt.
Joanna Miles hatte Sareks Frau Perrin zuvor bereits in Folge 3.23 (Botschafter Sarek) gespielt.
Malachi Throne, Darsteller von Senator Pardek, hatte bereits im ursprünglichen Star-Trek-Pilotfilm Der Käfig von 1965 einen Talosianer gesprochen. In der Doppelfolge Talos IV – Tabu von Raumschiff Enterprise (eine Fortsetzung und zugleich Wiederverwertung des Pilotfilms) spielte er Commodore José Mendez.
Norman Large, Darsteller von Prokonsul Neral, spielte auch Viterian in zwei Folgen von Star Trek: Deep Space Nine, Maques in Folge 7.07 (Ort der Finsternis) von Raumschiff Enterprise – Das nächste Jahrhundert sowie einen Kazon und einen Ocampa in je einer Folge von Star Trek: Raumschiff Voyager. Die Figur des Neral kommt noch einmal in Folge 7.16 (Unter den Waffen schweigen die Gesetze) von Star Trek: Deep Space Nine vor, wird dort aber nicht von Large, sondern von Hal Landon, Jr. gespielt.
Erick Avari, Darsteller von B'iJik, spielte auch Vedek Yarka in Folge 3.15 (Trekors Prophezeiung) von Star Trek: Deep Space Nine und Jamin in Folge 1.06 (Terra Nova) von Star Trek: Enterprise.
Karen Hensel, Darstellerin von Admiral Brackett, spielte auch Deela in Folge 2.05 (Die Konspiration) von Star Trek: Deep Space Nine. An ihrer Stelle hätte eigentlich Fran Bennett, wie schon in Der Kampf um das klingonische Reich, als Admiral Shanti auftreten sollen. Bennett war bereits für die Dreharbeiten eingeplant, wurde dann aber aus unbekannten Gründen kurzfristig durch Hensel ersetzt.
Vidal Peterson, Darsteller von D'Tan, spielte auch Rugal in Folge 2.05 (Die Konspiration) von Star Trek: Deep Space Nine.
Amarie wurde von Harriet Leider gespielt. Da das Produktionsteam aber mit ihrer Stimme unzufrieden war, wurde sie von Judi Durand nachsynchronisiert. Cindy White fungierte als Double für Nachaufnahmen ihrer Hände. Der Pianist Jerry Zimmer spielte Amaries zweites Paar Arme und bediente außerdem ihr Keyboard.

### Kulissen
Wiedervereinigung? ist die erste Star-Trek-Folge, die auf Romulus spielt. Für die Darstellung der romulanischen Hauptstadt wurde ein Matte Painting angefertigt. Dieses wurde noch einmal in der Folge Unter den Waffen schweigen die Gesetze von Star Trek: Deep Space Nine verwendet. In späteren Folgen, die auf Romulus spielen, ist ein digitales Modell der Stadt zu sehen.
Für die Bar auf Qualor II wurde das umgestaltete Set des Frachtraums der Enterprise verwendet.

### Modelle
Für die abgewrackten Raumschiffe im Überschussdepot wurden zahlreiche Modelle aus früheren Folgen der Serie wiederverwendet.
Für die Darstellung des Schmugglerschiffs wurde das modifizierte Husnok-Raumschiff aus Folge 3.03 (Die Überlebenden auf Rana-Vier) von Raumschiff Enterprise – Das nächste Jahrhundert wiederverwendet.
Für die T’Pau und ihre Schwesterschiffe wurde ein neues Modell angefertigt, das von Rick Sternbach entworfen und von Greg Jein gebaut wurde. Es handelte sich um die ersten großen vulkanischen Raumschiffe, die überhaupt im Star-Trek-Franchise zu sehen waren. Zuvor war lediglich im Spielfilm Star Trek: Der Film von 1979 ein vulkanisches Langstreckenshuttle gezeigt worden. Dieses war zunächst auch der Ausgangspunkt für Sternbachs neuen Entwurf, doch schließlich ließ er ihn fallen und entwickelte ein gänzlich neues Schiffsdesign. In der Serie Star Trek: Deep Space Nine wurde das Modell für die Darstellung weiterer Schiffe der Vulkanier und anderer Völker wiederwervendet.

## Adaptionen
Jeri Taylor schrieb eine Romanfassung von Wiedervereinigung?, die auf Englisch erstmals 1991 erschien. Die deutsche Übersetzung erschien 1995.

## Rezeption
Komponist Dennis McCarthy wurde 1992 für seine Arbeit im ersten Teil der Doppelfolge für einen Primetime Emmy Award in der Kategorie „Beste Leistung in der Musikkomposition für eine Serie (Dramatischer Underscore)“ nominiert. Teil II wurde für einen Primetime Emmy Award in der Kategorie „Beste Einzelleistung in der künstlerischen Leitung für eine Serie“ nominiert.
Keith DeCandido bewertete den ersten Teil von Wiedervereinigung? 2012 auf tor.com als eine nur leicht überdurchschnittliche Folge von Raumschiff Enterprise – Das nächste Jahrhundert. Er kritisierte, dass große Teile der Folge lediglich wie Füllmaterial oder wie eine Einleitung für den zweiten Teil wirken. Dies würde allerdings dadurch wettgemacht, dass die entsprechenden Szenen (als Beispiele nannte er die Dialoge mit B'iJik oder Klim Dokachin) gut gespielt seien. Als Highlight empfand er das letzte Treffen von Picard und Sarek. Enttäuscht war er davon, dass Spock erst in den letzten Sekunden der Folge auftritt. Den zweiten Teil bewertete DeCandido als leicht unterdurchschnittliche Folge. Zwar werden die Handlungsstränge des ersten Teils zunächst gelungen fortgesetzt und auch die Gespräche von Spock mit Picard und Data seien großartig, doch das Ende erschien DeCandido komplett unglaubwürdig. Der Plan für die Invasion auf Vulkan enthält so viele Details, die sich der Kontrolle der Romulaner entziehen, dass er von vornherein zum Scheitern verurteilt war. Ebenso unglaubhaft wirkt Selas Fahrlässigkeit, die Picard, Data und Spock ohne jegliche Sicherheitsvorkehrungen allein in einem Raum mit einem Holo-Projektor zurücklässt und ihnen dadurch die Flucht ermöglicht.
Scott Thill bewertete Wiedervereinigung? 2012 auf wired.com als eine der besten Folgen von Raumschiff Enterprise – Das nächste Jahrhundert.
Ed Gross listete Wiedervereinigung? 2016 auf empireonline.com in einer Aufstellung der 50 besten bis dahin ausgestrahlten Star-Trek-Folgen auf Platz 29.
Sven Harvey zählte Wiedervereinigung? 2017 auf der Website Den of Geek als eine der 25 besten Folgen der Serie Raumschiff Enterprise – Das nächste Jahrhundert.
Michael Weyer erstellte 2018 für die Website cbr.com eine Liste der 20 besten Mehrteiler aller Star-Trek-Serien. Wiedervereinigung? führte er hierbei auf Platz 10.
Anthony Vieira führte Wiedervereinigung? 2021 auf der Website collider.com in einer Liste der 25 besten Folgen von Raumschiff Enterprise – Das nächste Jahrhundert auf Platz 7.